# Фонягин, Александр Иванович
Александр Иванович Фаня́гин (1921, д. Куземкино Коломенского района Московской области, — 30 июня 1943 года, Медвежьегорский район) — рядовой, стрелок 1217-го стрелкового полка 367-й стрелковой дивизии. Закрыл своим телом амбразуру.

## Биография
После окончания школы в Коломне работал слесарем на Коломенском машиностроительном заводе.
С началом Великой Отечественной войны служил разведчиком на Карельском фронте.
30 июня 1943 года в бою у железнодорожной станции Масельгская (в 1 км к западу, на 9-м разъезде) — рядовой, разведчик-стрелок 367 стрелковой дивизии Александр Фонягин закрыл своим телом амбразуру вражеского дота.
Похоронен в Братской могиле в Медвежьегорске на улице Кирова.
Приказом военного совета 32-й армии № 340 от 10.07.1943 посмертно награждён Орденом Красного Знамени.

## Память
- Имя Фонягина было записано навечно в Почётную книгу героев части[4].
- Памятная доска на здании школы № 6, в которой учился А. Фонягин в Коломне[5]. В 2018 г. открыта заново на отреставрированном фасаде школы[6]#

- Имя на Аллее Героев в Коломне[7]

Имя А. И. Фанягина на плите комплекса Братская могила в г. Медвежьегорске

- Школе № 6 в Коломне, где он учился, решением исполкома горсовета в 1943 году было присвоено имя А. И. Фонягина.
- Его именем названа улица в Медвежьегорске.
- В 2018 г. имя Фонягина присвоено школе в п. Пиндуши Медвежьегорского района[8].
- В 2016 г. в местечке Степанов хутор у станции Масельгская был открыт восстановленный памятный знак, посвященного памяти Александра Ивановича Фонягина[9].
- В 2018 г. поисковиками на месте последнего боя Фонягина установлена памятная табличка, к месту боя поставлены указатели. Около железнодорожного полотна установлен баннер с фотографией героя, описанием его подвига, схемой боя и наградным листом[10].